# Virrey (China)

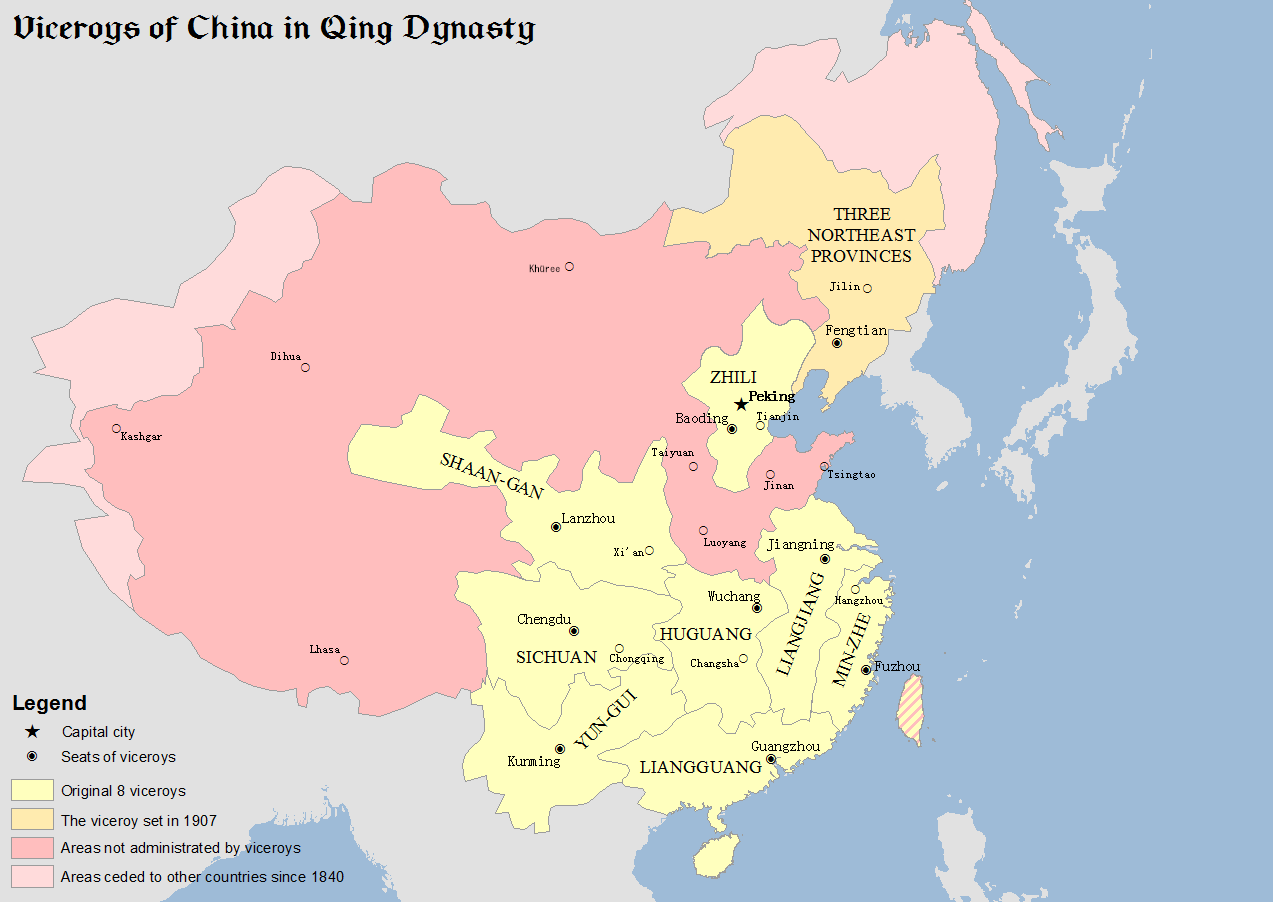
Mapa de los virreinatos durante la dinastía Qing.

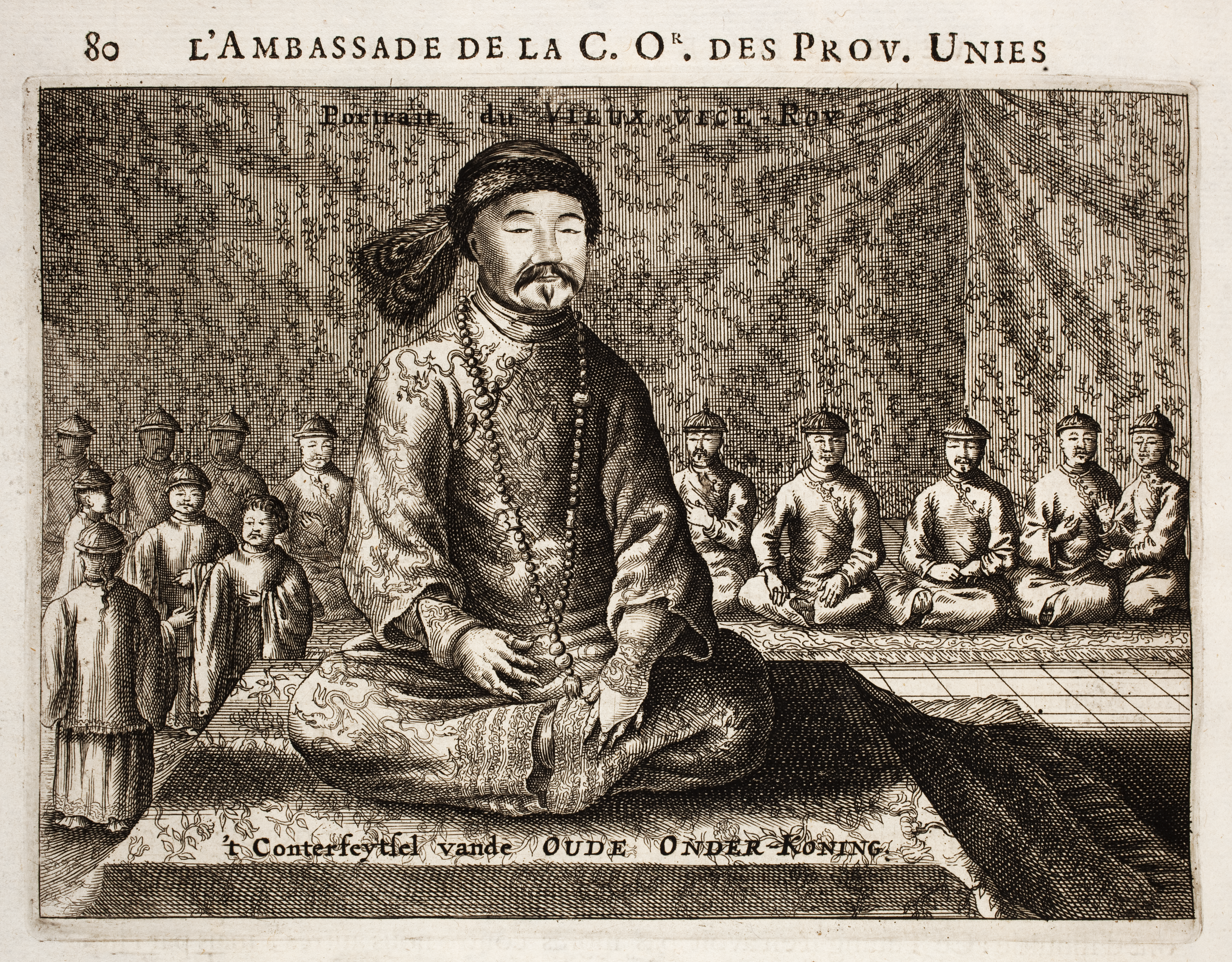
Shang Kexi, al que los holandeses llamaban el "viejo Virrey" de Cantón.Grabado de Johan Nieuhof, 1655

Zongdu (Tsung-tu; en chino tradicional, 總督; en chino simplificado, 总督; pinyin, Zǒngdū; Wade-Giles, Tsung3-tu1; manchú:  Uheri kadalara amban), generalmente traducido como Virrey o Gobernador General, es el título dado al gobernador civil y militar de una o más provincias de China durante las dinastías Ming y Qing. El título empezó a emplearse en 1368 durante la dinastía Ming, fue formalizado en 1469 durante el reinado de Chenghua, y estuvo vigente hasta el colapso de la dinastía Qing en 1912.

## Descripción del cargo
El virrey era un funcionario del gobierno central con poder delegado por el emperador para gobernar una o más provincias. Habitualmente, había entre 8 o 15 virreyes. Generalmente estaban a cargo de dos o más provincias. Cada provincia contaba con su propio gobernador provincial, que estaba a su vez subordinado al zongdu. Mientras que los gobernadores provinciales gestionaba asuntos administrativos y judiciales a nivel local, los virreyes estaban particularmente a cargo de todos los asuntos militares y logísticos de sus provincias. Tenían por ello jurisdicción tanto militar como civil.
Respondían directamente ante el emperador por sus acciones, y mantenían una correspondencia regular y constante con el trono del dragón. Su mandato estaba limitado a unos 2 o 4 años, aunque era habitual que durara menos o fuera extendido dependiendo de su desempeño. El cargo de virrey era muy poderoso, y su desarrollo fue fundamental en el fortalecimiento del poder provincial frente al centralismo de la capital imperial. Durante períodos de rebeliones, el virrey tenía poderes casi ilimitados dentro de su provincia. Para finales del siglo XIX, durante el período de colapso de la dinastía Qing, virreyes como Yuan Shikai, Li Hongzhang o Zeng Guofan se habían convertido en auténticos autócratas provinciales.
Varias provincias (Shandong, Shanxi, Henan) no estaban bajo la autoridad de un virrey, mientras que algunas provincias particularmente importantes, como Zhili, la provincia de la capital, o Sichuan, fronteriza y con importante producción agrícola, estaban a cargo cada una de un zongdu individual. El yamen del zongdu no tenía porque estar en la misma ciudad que el del gobernador provincial. Por ejemplo, el virrey de Liangguang, a cargo de las provincias de Guangdong y Guangxi, tuvo durante mucho tiempo su sede en Wuzhou (en Guangxi), pero los gobernadores provinciales estaban en Cantón y en Liuzhou.
El virrey más importante y de más prestigio era el Virrey de Zhili (Chihli), cuya provincia incluía a la capital imperial de Pekín. Yuan Shikai, futuro presidente de la República de China, ocupó este cargo. Los otros virreyes de más importancia eran, en este orden, el virrey de Liangjiang, que gobernaba Nankín, la mayor ciudad de China, y el virrey de Liangguang, que controlaba Cantón. El cargo de virrey era uno de los más prestigiosos dentro de la administración imperial. Sólo el canciller, los ministros y los secretarios imperiales tenían mayor rango.

## Dinastía Ming
A comienzos de la dinastía Ming, el zongdu fue un nombramiento ad hoc reservado a inspectores militares, especialmente a lo largo de la frontera norte. Como cargo temporal, no tenía un mandato fijo dentro del sistema de nueve rangos. Fue durante el reinado de Chenghua, en 1469, que el Virrey de Liangguang se convirtió por primera vez en una cargo regular. Inicialmente era un cargo eminentemente militar, pero posteriormente el puesto también ganó poderes civiles, unificando el control civil y militar en las provincias.

## Dinastía Qing
La dinastía Qing mantuvo intacta la burocracia que heredó de la dinastía Ming tardía. Los virreyes combinaban poderes militares y civiles sobre una o más provincias. Sin embargo, los Qing introdujeron varias diferencias con los Ming. Los virreyes Ming eran sobre todo funcionarios militares, y los virreyes se concentraban en las provincias fronterizas del norte de China para garantizar la defensa de la China Ming frente a las amenazas de mongoles y manchúes. Con su conquista de China, la dinastía Qing, de origen manchú, pacificó la frontera norte, y empezó a desplegó el sistema de virreyes por toda China, enfatizando también los poderes civiles del cargo. La importancia militar del cargo suponía que, sobre todo hasta el reinado de Qianlong, los Qing reservaran el cargo de virrey para manchúes.
Durante la dinastía Qing, los virreyes provinciales, junto con las provincias a su cargo, eran:
- Virrey de Zhili
- Virrey de Liangjiang: Jiangsu, Jiangxi, Anhui
- Virrey de Liangguang: Guangdong, Guangxi
- Virrey de Min-Zhe: Fujian, Zhejiang, Taiwán
- Virrey de Sichuan
- Virrey de Yun-Gui: Yunnan, Guizhou
- Virrey de Huguang: Hunan, Hubei
- Virrey de Shaan-Gan: Shaanxi, Gansu, Xinjiang
- Virrey de las Tres Provincias Septentrionales: Fengtian, Jilin, Heilongjiang (establecido en 1760 para gobernar Manchuria[2]).

Además de los virreyes provinciales, también existían zongdu o virreyes con mandatos especiales, como el Virrey de los Ríos Orientales o el Virrey de los Ríos del Sur, a cargo del mantenimiento y desarrollo de los canales y vías fluviales de China, que eran de una importancia estratégica para la distribución de alimentos y productos comerciales por todo el imperio.